# Assault Suit
Assault Suit (重装機兵, Jūsō Kihei) és una sèrie de quatre videojocs produïts per Nippon Computer Systems entre el 1990 i el 1999, a més de dos remakes: en els quatre títols el jugador controla un meca (robot) pilotat per humans en un futur llunyà, i es combinen elements de jocs d'acció, plataformes, matamarcianets, i d'aventura.
| Α              |                        | Títol original                                       | Sistema                                   | ¤    |
| -------------- | ---------------------- | ---------------------------------------------------- | ----------------------------------------- | ---- |
| 1990 1991 2016 | Amèrica del Nord · ONU | Assault Suit Leynos Target Earth Assault Suit Leynos | Sega Megadrive Sega Genesis Playstation 4 | 2201 |
| 1992           | Amèrica del Nord       | Assault Suits Valken Cybernator                      | Super Famicom SNES (NTSC) SNES (PAL)      | 219X |
| 1997           |                        | Assault Suit Leynos 2                                | Sega Saturn                               |      |
| 1999           |                        | Assault Suits Valken 2                               | Playstation                               |      |
| 2004           | ONU                    | Assault Suits Valken                                 | Playstation 2                             |      |
| 2006           |                        | Armed Suits Gunvalken                                | PC Windows                                |      |

## Assault Suit Leynos
El primer joc de la saga fon Assault Suit Leynos (重装機兵レイノス, Jūsō Kihei Reinosu), publicat per Masaya el 16 de març de 1990 per a la consola de Sega Mega Drive i conegut com a Target Earth en la localització per a la Sega Genesis americana: l'argument, situat en l'any 2201, presenta una guerra entre la Terra i un exèrcit ciborg que comença amb l'atac d'una colònia a Ganimedes (satèl·lit) i en la qual el jugador controla un «trage d'assalt» equipat amb diferents armes per a superar les huit fases.
Encara que el joc no tingué gens d'èxit pel nivell de dificultat, amb el temps esdevingué un títol de culte, sobretot després de la publicació dels altres títols de la saga.
L'any 2016, Rising Star Games publicà un remake del joc amb el títol original per a tot el món: desenrotllat per Dracue Software en l'entorn Workhound EX, el joc manté la jugabilitat original, però oferix un aspecte gràfic redibuixat en alta definició, amb l'argument original reproduït en japonés amb subtítols.

## Assault Suits Valken
El 18 de desembre de 1992 Masaya publicà Assault Suits Valken (重装機兵ヴァルケン, Jūsō Kihei Varuken) per a Super Famicom, una preqüela del joc anterior que inclou power ups per a les armes i en l'argument del qual es presenta una guerra civil; com l'anterior, el títol fon rebatejat Cybernator per al públic occidental i distribuït per Konami als EUA i Palcom a Europa, i llevaren detalls com els retrats dels personatges (dissenyats per Satoshi Urushihara) quan parlen, alguns missatges a mitja partida o una altra escena que inclou un suïcidi.
El mecanisme de joc, com l'anterior, fa ús de les possibilitats dels sis botons d'acció del control de la Super Nintendo per a canviar d'arma, córrer, escudar-se, mantindre la punteria, a més de botar i disparar, la qual cosa fa que, junt amb la sensació de pesantor del robot, l'estratègia siga un factor important a l'hora de jugar.
El disseny de personatges el feu Satoshi Urushihara, que també col·laborà en la saga Langrisser.
L'any 2004, Psikyo l'adaptà per a PlayStation 2 com a Assault Suits Valken, però només al Japó i Europa: malgrat les millores audiovisuals i l'afegit d'un breu preludi, la mobilitat del Suit fon alterada i l'efectivitat del foc enemic també, per la qual cosa es fa més difícil jugar.

## Assault Suit Leynos 2
El 21 de febrer del 1997 NCS publicà Assault Suit Leynos 2 (重装機兵レイノス2, Jūsō Kihei Reinosu 2) per a la Sega Saturn, la continuació del joc original amb moltes més armes, opcions de configuració, profunditat gràfica i un efecte de zoom activat segons el rang de l'arma en ús o la grandària dels monstres.
Encara que el joc dona la possibilitat de triar entre vora una dotzena d'Assalt Suits, les set fases són prou més curtes i fàcils que les dels dos lliuraments anteriors.

## Assault Suits Valken 2
L'Assault Suits Valken 2 (重装機兵ヴァルケン2, Jūsō Kihei Varuken 2), produït per l'estudi TamTam (autors d'Eithea) per a Playstation és un joc d'estratègia per torns que té més a vore amb la saga Front Mission d'Squaresoft que amb els Assault Suit(s) precedents, però amb un sistema de joc molt lent; l'única referència als altres jocs és l'aparició dels personatges de Leena (Leynos) i Jake (Cybernator); el dissenyador original de la saga Gundam, Yoshikazu Yasuhito, s'encarregà del disseny dels personatges.

## Altres jocs
L'any 1995, Konami publicà un joc per a Super Nintendo, Metal Warriors, produït per l'equip de LucasArts responsable de Zombies Ate my Neighbors: el títol eixí només en el mercat nord-americà i no forma part de la saga Assault Suit —encara s'especulà que el seu títol japonés era Assault Suits Gideon—, però la part gràfica i mecànica del joc és molt pareguda a la del Cybernator, per la qual cosa se'l suponia una segona part d'aquell.
Per una altra banda, l'equip que havia produït Cybernator s'encarregà de realitzar una seqüela no canònica del joc de rol Front Mission d'Square Soft, encara que Front Mission Series: Gun Hazard té més a vore amb els Assault Suits que amb els RPG d'Square: de fet, reaprofitaren la mecànica i els dissenys i facturaren un títol d'acció i aventura amb elements de rol i un argument més elaborat que el dels Leynos i Valken, amb l'afegit de l'il·lustrador Yoshitaka Amano en el disseny de personatges.
En 2006 aparegué una adaptació no oficial del Valken original per a PC, intitulada Armed Suits Gunvalken, que inclou noves opcions i la possibilitat de jugar amb robots d'altres jocs com Armored Warriors o els Leynos i Valken dels altres capítols de la saga.
El 5 de febrer del 2014, l'estudi independent Astro Port publicà un doujin inspirat en la saga, Gigantic Army.